# Tomáš Bagi
Tomáš Bagi (* 9. června 1991, Bratislava) je slovenský fotbalový záložník, od srpna 2015 působící v TJ Iskra Borčice, kde je na hostování z klubu ŠK Slovan Bratislava. Mimo Slovensko působil na klubové úrovni v Arménii.

## Klubová kariéra
Svoji fotbalovou kariéru začal v ŠK Slovan Bratislava, kde prošel všemi mládežnickými kategoriemi. V roce 2010 se propracoval do prvního mužstva. V roce 2011 odešel na hostování do ŠK SFM Senec. V září 2013 odešel hostovat do FC Nitra. V zimním přestupovém období sezony 2013/14 se vrátil do Slovanu, který ve stejném ročníku získal ligový titul. V únoru 2015 odešel na půlroční hostování do arménského klubu FC Bananc, kde o něj stál slovenský trenér Zsolt Hornyák. Po návratu z Arménie odešel ze Slovanu na hostování do slovenského klubu TJ Iskra Borčice, tehdejšího nováčka druhé ligy.